# 孔子博物馆
孔子博物馆，位于中华人民共和国山东省曲阜市孔子大道100号，曲阜孔庙向南四公里。博物馆的成立是基于纪念孔子、集中展示孔子思想学说、传播弘扬以儒家文化为代表的中国传统文化之目的。

## 历史
2019年9月6日正式开放。孔子博物馆现有馆藏文物70万件。其中包括孔府档案30万件、传世明清服饰衣冠8000多件，还有孔府旧藏的书籍、祭器、生活用品，曲阜及周边古遗址出土的文物。主题展厅为大哉孔子基本陈列，分为孔子的时代、孔子的一生、孔子的智慧、孔子与中华文明、孔子与世界文明、诗礼传家六个部分。2013年，开始动工建设。2018年开始试运行，2019年9月6日正式开放，2020年12月，獲评第四批国家一级博物馆。

## 外部連結
- 官方網站 （页面存档备份，存于）